# La senyora de la 212
La senyora de la 212 és un curtmetratge escrit, produït i dirigit per Mateu Ciurana i Xirgu el 2016. Va ser rodat  al Balneari Prats de Caldes de Malavella i a l'Auditori Viader de la Casa de Cultura de Girona.

## Argument
La senyora Roig és la millor i molt antiga clienta del Balneari, tot i tenir una salut molt delicada, té un caràcter fort i cínic, és exigent i poc amable amb el personal. L'acció del curt arrenca un matí amb la queixa airada de la senyora per sorolls nocturns i demana el compte i un taxi per anar-se'n. El director de l'hotel reacciona encarregant al jove auxiliar que té més a prop que vagi al jardí, talli una rosa i la pugi a l'habitació de la clienta, amb les excuses de la casa. La senyora, desconcertada i cínica, avisa a recepció que posposa 24 hores la sortida de l'hotel i que si el mateix jove li torna a pujar una rosa al matí, s'ho repensarà. I així, van passant dies. Cada matí, una rosa.
La senyora no triga gaire en acaparar escandalosament tot el temps del jove, a qui agafa com a servent personal (l'anomena el seu Chevalier Servant), xantatge que el director de l'hotel accepta per salvar la millor clienta. El noi, educat, introvertit, callat i agradable, suporta estoicament la situació, que també li comporta burles dels companys. Als pocs dies, l'extravagant senyora li dirà al noi que està disposada a pagar-li els estudis de medecina, i ell li respondrà que de cap manera, que no té cap vocació mèdica, que comparteix el seu treball al balneari amb estudis de piano. La senyora farà que, des d'aquell moment, el noi toqui el piano de l'hotel per a ella. El voldrà ajudar a obrir-se pas com a concertista ampliant els seus estudis. Durant tot el curt, haurem vist com la senyora té una salut molt delicada. Aquesta relació portarà conseqüències en el futur professional del noi.

## Fitxa tècnica
- Direcció de fotografia i muntatge: Laia Font
- Música original: Euken Ledesma
- Direcció d'art i coproducció: Mireia Lluch Bramon
- Ajudant de direcció: Jaume Duran
- Cap de so: Pere Salvat
- Intèrprets: Teresa Gimpera (senyora Roig), Blai Ciurana Abellí (noi), Janine Ripoll (recepcionista), Miquel Àngel Chamorro i Mediano (metge),Mateu Ciurana (director hotel) i Anna Puig Seguí (cambrera).